# Szajch Sindijan Faukani
Szajch Sindijan Faukani (arab. شيخ سنديان فوقاني) – wieś w Syrii, w muhafazie Idlib. W 2004 roku liczyła 130 mieszkańców.